# 2. Kammersinfonie (Schönberg)
Die Kammersymphonie Nr. 2 es-Moll, op. 38 für 19 Instrumente von Arnold Schönberg wurde vom Komponisten im Jahr 1906 unmittelbar nach Fertigstellung der Ersten Kammersinfonie (für 15 Instrumente) in Angriff genommen. Schönberg komponierte und instrumentierte den ersten Satz (Adagio, es-Moll) vollständig und schrieb das Particell zum inzwischen ersten Teil des zweiten Satzes (Con fuoco – „mit Feuer“, G-Dur), brach dann aber die Arbeit ab. 1911 und 1916 versuchte er sich an der Fertigstellung des Werks, instrumentierte jedoch nur einige Takte.
Erst 1939, als Schönberg bereits sechs Jahre in den USA lebte, nahm er die Komposition wieder auf. Die ursprünglich geplante, dreiteilige Anlage wurde aufgegeben, anstelle eines Maestoso-Schlusssatzes schrieb er einen thematisch auf den Eingangssatz Bezug nehmenden Molto-adagio-Epilog in es-Moll, der nun den zweiten Teil des zweiten Satzes bildete. Bei dieser Gelegenheit überarbeitete er auch die Instrumentation, so dass die Partitur jetzt zweifache Holzbläser, je zwei Hörner und Trompeten sowie sieben Streicher (1-1-2-2-1) fordert.
Am 15. Dezember 1940 dirigierte Fritz Stiedry in New York die Uraufführung des zweisätzigen „vollendeten Torso“ durch das Kammerorchester der „New Friends of Music“; auf dem Programm standen zudem das erste und vierte Brandenburgische Konzert von Johann Sebastian Bach.
Obwohl das Werk konzeptuell noch in der vor-zwölftontechnischen oder sogar -atonalen Phase verwurzelt ist, stellt es vom Umgang mit der Harmonie und der Verwendung der Dynamik her eines der ausgeklügeltesten Werke Schönbergs dar. Vom sinfonischen Standpunkt her setzt es viel stärker auf Zusammenspiel der einzelnen Stimmen als die Erste Kammersinfonie, in der eher das kammermusikalische Nebeneinander betont hervorgehobener Charaktere vorherrschte, und stellt somit oberflächlich gesehen einen orthodoxeren Beitrag zur Gattung dar.